# TWiki
 (novembre 2023).
TWiki est un logiciel programmé en Perl qui utilise le principe du wiki pour fournir une plate-forme de travail collaboratif. Il peut être utilisé comme un espace de développement, système d'administration de documents ou système d'administration de personnel.
Le principe du wiki s'utilise aussi bien sur un intranet que sur l'Internet, et permet de créer un contenu Web de manière collaborative et cela par le biais d'un navigateur web. Les utilisateurs n'ont pas besoin de connaissances techniques en informatique pour créer des pages web. Les développeurs peuvent étendre le contenu et les fonctionnalités de TWiki avec diverses extensions.
TWiki est composé de scripts cgi-bin écrits en Perl.
Les informations contenues dans TWiki sont stockées dans des fichiers texte et sont mises en forme à la volée au format Html.
TWiki est utilisé dans de grandes entreprises comme SAP, British Telecom, Yahoo!, Nokia ou Disney mais aussi au CERN.
Un fork de Twiki a été créé fin 2008 : Foswiki, à la suite d'un désaccord entre le fondateur et le reste de la communauté open source du projet.

## Fonctionnalités
- Accès depuis n'importe quel navigateur web
- Édition de lien en un clic
- Formatage du texte
- Zones web spécifiques à un groupe collaboratif
- Recherche
- Notification des changements par courriel
- Téléchargement de fichiers et d'images via un navigateur
- Gestion des accès en lecture/écriture par utilisateur et groupe d'utilisateurs
- Utilisation de variables
- Ajout simple de fonctionnalités à l'aide de plugins :
  - Editeur WYSIWYG
  - Création de graphes
  - Accès aux données en base
- Changement simple de l'interface graphique à l'aide de skins